# Râul Roșior
Râul Roșior este un curs de apă, afluent al râului Bogonos. 